# Higham (Kent)
Higham, parroquia civil y pueblo del distrito de Gravesham, en el condado de Kent (Inglaterra).

## Geografía
Según la Oficina Nacional de Estadística británica, Higham tiene una superficie de 13,22 km².

## Demografía
Según el censo de 2001, Higham tenía 3938 habitantes (48,04% varones, 51,96% mujeres) y una densidad de población de 297,88 hab/km². El 17,85% eran menores de 16 años, el 74,2% tenían entre 16 y 74 y el 7,95% eran mayores de 74. La media de edad era de 42,11 años. Del total de habitantes con 16 o más años, el 20,28% estaban solteros, el 65,72% casados y el 14% divorciados o viudos.
El 96,34% de los habitantes eran originarios del Reino Unido. El resto de países europeos englobaban al 1,27% de la población, mientras que el 2,39% había nacido en cualquier otro lugar. Según su grupo étnico, el 96,19% eran blancos, el 0,94% mestizos, el 2,16% asiáticos, el 0,33% negros, el 0,2% chinos y el 0,1% de cualquier otro. El cristianismo era profesado por el 79,26%, el budismo por el 0,18%, el hinduismo por el 0,2%, el judaísmo por el 0,08%, el islam por el 0,84%, el sijismo por el 1,45% y cualquier otra religión por el 0,15%. El 11,83% no eran religiosos y el 6,02% no marcaron ninguna opción en el censo.
1884 habitantes eran económicamente activos, 1821 de ellos (96,66%) empleados y 63 (3,34%) desempleados. Había 1580 hogares con residentes, 33 vacíos y 3 eran alojamientos vacacionales o segundas residencias.